# Bad Omens (álbum)
Bad Omens es el primer álbum de estudio de la banda estadounidense de metalcore Bad Omens, que fue lanzado el 18 de agosto de 2016 a través de Sumerian Records. El álbum fue de producción propia.
El álbum incluye doce pistas que son principalmente metalcore, con influencias de nu metal, metal industrial y pop.

## Lanzamiento
Se lanzaron cuatro sencillos del álbum, con "Glass Houses", "Exit Wounds" y "The Worst in Me" con videos musicales, que se lanzaron el 18 de diciembre de 2015, 4 de enero y 11 de mayo de 2016, respectivamente.

## Lista de canciones
| N.º | Título                           | Duración |  |
| 1.  | «Glass Houses»                   | 4:00     |  |
| 2.  | «Exit Wounds»                    | 3:26     |  |
| 3.  | «The Worst in Me»                | 3:49     |  |
| 4.  | «F E R A L»                      | 4:05     |  |
| 5.  | «Enough, Enough Now»             | 4:05     |  |
| 6.  | «Malice»                         | 3:00     |  |
| 7.  | «Hedonist»                       | 2:07     |  |
| 8.  | «Broken Youth»                   | 3:14     |  |
| 9.  | «Crawl»                          | 4:07     |  |
| 10. | «The Letdown»                    | 4:06     |  |
| 11. | «Reprise (The Sound of the End)» | 3:21     |  |
| 12. | «The Fountain»                   | 3:59     |  |

## Posicionamiento en lista
| Lista (2016)                            | Posición |
| --------------------------------------- | -------- |
| Estados Unidos (Top Hard Rock Albums)   | 13       |
| Estados Unidos (Top Heatseekers Albums) | 9        |
| Estados Unidos (Independent Albums)     | 30       |
| Estados Unidos (Top Rock Albums)        | 43       |

## Personal
Bad Omens
- Noah Sebastian – Voz
- Joakim Karlsson – Guitarra líder
- Nicholas Ruffilo – Guitarra rítmica
- Vincent Riquier  – Bajo
- Nick Folio – Batería, percusión